# Estreito de Gibraltar
O estreito de Gibraltar (em árabe: مضيق جبل طارق; romaniz.: Maḍīq Jabal Ṭāriq; em castelhano: estrecho de Gibraltar; em inglês: Strait of Gibraltar; em latim: Fretum Herculeum ou Fretum Gaditanum) é um estreito que liga o mar Mediterrâneo com o oceano Atlântico, situada entre o extremo sul da Espanha e o Marrocos, no noroeste da África. Tem 58 quilômetros de comprimento e estreita-se a 13 quilômetros de largura entre a ponta Marroquina (Espanha) e a ponta Cires (Marrocos). O extremo oeste do estreito tem 43 quilômetros de largura entre os cabos de Trafalgar (norte) e Espartel (sul), e o extremo leste tem 23 quilômetros de largura entre as Colunas de Hércules — que foram identificados como o rochedo de Gibraltar ao norte e um dos dois picos ao sul: monte Hacho (mantido pela Espanha), perto da cidade de Ceuta, um enclave espanhol em Marrocos; ou monte Muça, no Marrocos. O estreito é uma fossa importante, com uma média de 365 metros de profundidade no arco formado pela cordilheira do Atlas do Norte da África e o alto planalto da Espanha.